# Катунци
Катунци (болг. Катунци) — село в Благоевградской области Болгарии. Входит в состав общины Сандански. Находится примерно в 18 км к юго-востоку от центра города Сандански и примерно в 70 км к юго-востоку от центра города Благоевград. По данным переписи населения 2011 года, в селе  проживало 1360 человек.

## Население
| Год     | 1934 | 1946 | 1956 | 1965 | 1975 | 1985 | 1992 | 2001 | 2011 |
| ------- | ---- | ---- | ---- | ---- | ---- | ---- | ---- | ---- | ---- |
| Жителей | 163  | 561  | 1453 | 2185 | 2290 | 2234 | 2045 | 1706 | 1360 |

| Национальность | Человек | Процент |
| -------------- | ------- | ------- |
| болгары        | 1273    | 98,91%  |
| цыгане         | 4       | 0,31%   |
| Всего ответов  | 1287    |         |

|  |